# Zingiber martini
Zingiber martini är en enhjärtbladig växtart som beskrevs av Rosemary Margaret Smith. Zingiber martini ingår i släktet Zingiber och familjen Zingiberaceae. Inga underarter finns listade i Catalogue of Life.